# Terekeka
Terekeka es una localidad de Sudán del Sur, situada en el estado de Ecuatoria Central, a aproximadamente 75 km de Yuba, la capital del país, en la orilla oeste del río Nilo y es capital del condado homónimo. En sus alrededores se asienta la etnia Mundari.